# Groene ketellapper
De groene ketellapper (Pogoniulus simplex) is een vogel uit de familie Lybiidae (Afrikaanse baardvogels).

## Verspreiding en leefgebied
Deze soort komt voor van zuidoostelijk Kenia tot Tanzania, Malawi en zuidelijk Mozambique.